# 奥希阿纳县 (密歇根州)
奧希阿納县（英語：Oceana County）是美國密歇根州下半島西部的一個縣，西臨密西根湖。面積3,384 平方公里。根據美國2000年人口普查，共有人口26,873人。縣治哈特。
成立於1831年3月2日，縣政府成立於1851年4月7日。縣名來源有兩種說法：一是廣大如海洋的密西根湖；二為烏托邦式著作《大洋國》。。